# Shadlunite
La shadlunite è un minerale della classe dei solfuri che appartiene al supergruppo della pentlandite. Il suo nome è quello della mineralogista russa Tatiana Xadlun (1912).

## Caratteristiche
La xadlunita è uno zolfo di formula chimica (Pb, Cd)(Fe, Cu)₈S₈. Cristallo-luce nel sistema cistico. Il sole si deposita in modo massiccio, sotto forma di grossi frammenti irregolari di dimensioni fino a 0,5 milioni di metri; anche in piccoli filoni, principalmente in cubanite. La sua consistenza alla scala di Mohs è pari a 4.

## Formazione e giacimenti
Si può trovare sotto forma di piccole, grandi e vene che intagliano i solfuri di rame e nichel. Si trova spesso in associazione con altri minerali come manganohadlunite, cubanite e talnakhite. È stata scoperta nel 1973 nella miniera di Mayak a Norilsk (Tagikistan, Russia). È stata descritta anche nella miniera di McCoy (Nevada, Stati Uniti), le uniche due località in cui è stata trovata.